# Candidato write-in

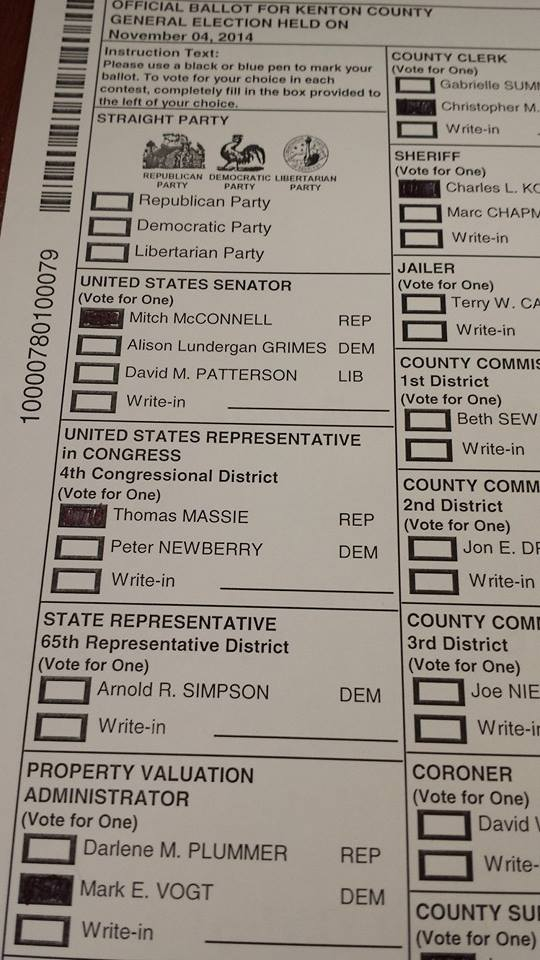
Uma cédula das eleições de 2014 em Kentucky. Um espaço é deixado abaixo para um candidato write-in.

Um candidato write-in (em inglês: Write-in candidate; tradução livre: Candidato por escrito) é um candidato em uma eleição cujo nome não aparece na cédula eleitoral, mas que ainda pode ser votado pelos eleitores, que podem escrever seu nome na cédula. O sistema é quase totalmente exclusivo para as eleições dos Estados Unidos e, mesmo assim, ocorre apenas em determinados estados. Alguns estados americanos e jurisdições locais permitem que o eleitor cole um adesivo com o nome do candidato write-in que fez a inscrição na cédula em vez de escrever o seu nome.
Candidaturas write-in às vezes são resultado de um candidato ser legal ou processualmente inelegível para ser candidato sob seu próprio nome ou partido; candidaturas write-in podem ser permitidas quando os limites de mandatos impedem que um candidato em exercício seja oficialmente indicado ou seja listado na cédula para a reeleição. Em alguns casos, campanhas write-in são organizadas para apoiar um candidato que não está pessoalmente envolvido na eleição; podendo ser uma forma de campanha draft.
Como se fossem uma opção de "nenhuma das opções acima" em uma cédula, os candidatos write-in quase nunca ganham. Muitas vezes é uma forma de voto de protesto, com os eleitores que desejam expressar insatisfação com os candidatos disponíveis. Como por exemplo, três senadores do Partido Republicano que anunciaram sua decisão de preencher um candidato write-in durante a eleição presidencial dos EUA em 2016. Às vezes, os votos write-in são dados para pessoas inelegíveis ou personagens fictícios. Algumas jurisdições exigem que candidatos inscritos sejam registrados como candidatos oficiais antes da eleição. Isso é padrão em eleições com um grande grupo de possíveis candidatos, pois pode haver vários candidatos com o mesmo nome que poderiam ser escritos.

## Contraste de um sistema de votação em branco
O termo "candidato write-in" é usado em eleições nas quais os nomes dos candidatos ou partidos são pré-impressos em uma cédula de papel ou exibidos em uma urna eletrônica. O termo é geralmente não usado em eleições em que todas as cédulas estão em branco e, portanto, todos os eleitores devem escrever nos nomes de seus candidatos preferidos. Os sistemas eleitorais de votação em branco reduzem o custo de impressão das cédulas, mas aumentam a complexidade de votar e contar votos. Tais sistemas são usados no Japão, e usados no passado na Segunda República Francesa, e nas eleições nas Filipinas desde a Segunda Guerra Mundial até a eleição geral de 2010. Os sistemas de votação em branco normalmente exigem que os candidatos sejam indicados antecipadamente.

## Outros países
Com poucas exceções, a prática de reconhecer candidatos write-in é tipicamente vista internacionalmente como uma tradição americana.
- No Brasil, até a introdução da votação por urna eletrônica em 1994, a cédula não tinha nomes escritos para os candidatos legislativos, então muitos eleitores protestavam votando em personagens fictícios ou figuras religiosas. Em um caso famoso, o rinoceronte Cacareco do zoológico da cidade de São Paulo, obteve cerca de 100 mil votos nas eleições de 1959 para o conselho municipal, mais do que qualquer um dos candidatos.[8] No entanto, esses votos não foram considerados porque a lei brasileira estipula que um candidato deve ser afiliado a um partido político para tomar posse.
- Um incidente bizarro envolvendo uma candidatura fictícia write-in ocorreu na pequena cidade de Picoazá, Equador, em 1967. Uma empresa publicou uma série de propagandas com tema de campanha para um talco para os pés chamado Pulvapies. Alguns dos slogans usados incluíam "Vote em qualquer candidato, mas se você quer bem estar e higiene, vote em Pulvapies" e "Para Prefeito: Pulvapies Honoráveis". O talco Pulvapies acabou por receber o maior número de votos na eleição.[9][10][11]
- Até 2013,[12] candidatos write-in eram autorizados em eleições municipais na França para conselhos de municípios com uma população de menos de 2500.[13]
- Nas eleições na Áustria, escrever em uma cédula não invalida um voto, desde que a preferência do eleitor seja clara. Nas eleições legislativas de 1990, o impopular SPÖ, preocupado com o fato de os eleitores não o selecionarem nas urnas da lista partidária, aconselhou-os a escrever em nome de Franz Vranitzky, seu líder popular. Essas cédulas seriam interpretadas como votos do SPÖ.[14]